# Морикини, Карло Луиджи
Карло Луиджи Морикини (итал. Carlo Luigi Morichini; 21 ноября 1805, Рим, Папская область — 26 апреля 1879, там же) — итальянский куриальный кардинал, доктор обоих прав. Титулярный архиепископ Нисибиса с 21 апреля 1845 по 15 марта 1852. Префект Дома Его Святейшества и префект Апостольского дворца с 2 августа 1847 по 1 ноября 1848. Апостольский нунций в Баварии с 23 мая 1845 по 2 августа 1847. Про-генеральный казначей Апостольской Палаты со 2 августа 1847 по 10 марта 1848. Генеральный казначей Апостольской Палаты с 10 марта по 25 апреля 1848. Епископ-архиепископ Йези с 23 июня 1854 по 24 ноября 1871. Архиепископ Болоньи с 24 ноября 1871 по 22 декабря 1876. Секретарь меморандумов с 22 декабря 1876 по 15 июля 1878. Префект Верховного трибунала апостольской сигнатуры правосудия с 15 июля 1878 по 26 апреля 1879. Кардинал-священник с 12 марта 1852, с титулом церкви Сант-Онофрио с 18 марта 1852 по 12 марта 1877. Кардинал-епископ Альбано с 12 марта 1877.